# I’m Breathless
I’m Breathless – Music from and Inspired by the Film Dick Tracy ist der 1990 erschienene zweite Soundtrack von Madonna. Es ist ihre siebte Albumveröffentlichung.

## Hintergrund
Ein Jahr nach Madonnas letztem Album Like a Prayer überraschte sie Fans wie Kritiker mit dem Soundtrack zur erfolgreichen Comicverfilmung Dick Tracy, in der sie neben Warren Beatty und Dustin Hoffman die Nachtclubsängerin Breathless (deutsch Heiserchen) Mahoney spielte. Neben dem Originalsoundtrack, dem Score von Danny Elfman, wurden zwei Popsoundtracks veröffentlicht – darunter Madonna’s I’m Breathless, der eigentlich nur vier Songs des Films enthält. Sooner or Later, More, What Can You Lose? und Now I’m Following You, im Duett mit Warren Beatty.
Die restlichen sechs Songs präsentieren sich im Blues und Swing der 1930er Jahre, ganz im Stil des Films. Balladen und Uptempotitel bilden ein Konzeptalbum, wie man es so nicht von Madonna erwartet hatte. Stephen Sondheim schrieb für den Film u. a. die Ballade Sooner or Later (I Always Get My Man), die im Jahr darauf den Oscar als bester Originalsong erhielt. Madonna selbst präsentierte den Song auf dieser Veranstaltung live.
Den Abschluss des Albums bildet Vogue, ein Dance/House-Song, der nur aus kommerziellem Gesichtspunkt – und überaus kurzfristig – auf das Album fand: Aus der geplanten B-Seite für die Single Keep It Together hatte sich völlig überraschend einer von Madonnas größten Hits entwickelt. Zu Vogue drehte der Regisseur David Fincher ein stimmungsvolles schwarzweißes Musikvideo, welches bis heute zu den bekanntesten ihrer Karriere zählt. Es wurde 1990 u. a. mit dem MTV Video Music Award ausgezeichnet. Der Song selbst, eine Hommage an das Voguing (ein modischer Tanz aus den Schwulenclubs Ende der 1980er) wurde ebenfalls mit mehreren Preisen ausgezeichnet (u. a. Juno Award und American Music Award).
Die zweite Single des Albums Hanky Panky, eine Swingnummer, konnte sich im Windschatten des Vorgängers ebenfalls erfolgreich in den Charts positionieren. Die dritte Singleveröffentlichung Now I’m Following You wurde verworfen, nachdem sich Madonna mit ihrem Duettpartner Warren Beatty zerstritt, was eine Promotion des Songs weitgehend unmöglich machte.
Obgleich das Album, abseits des Mainstream, als echtes Risikounternehmen begann, wurde es mit Hilfe des erfolgreichen Films Dick Tracy, der Hitsingle Vogue und der ausverkauften Blond Ambition World Tour mit 5,4 Millionen verkauften Alben zu einem großen Erfolg.

## Titelliste
1. He’s a Man
2. Sooner or Later
3. Hanky Panky
4. I’m Going Bananas
5. Cry Baby
6. Something to Remember
7. Back in Business
8. More
9. What Can You Lose?
10. Now I’m Following You (Part I)
11. Now I’m Following You (Part II)
12. Vogue

## Kommerzieller Erfolg

### Chartplatzierungen

#### Album
| ChartsChartplatzierungen       | Höchstplatzierung | Wochen |
| ------------------------------ | ----------------- | ------ |
| Deutschland (GfK)              | 1 (23 Wo.)        | 23     |
| Österreich (Ö3)                | 5 (18 Wo.)        | 18     |
| Schweiz (IFPI)                 | 3 (16 Wo.)        | 16     |
| Vereinigte Staaten (Billboard) | 2 (25 Wo.)        | 25     |
| Vereinigtes Königreich (OCC)   | 2 (20 Wo.)        | 20     |

| ChartsJahrescharts (1990) | Platzierung |
| ------------------------- | ----------- |
| Deutschland (GfK)         | 34          |
| Schweiz (IFPI)            | 23          |

#### Singles
| Jahr | Titel       | Höchstplatzierung, Gesamtwochen, AuszeichnungChartplatzierungen (Jahr, Titel, , Platzierungen, Wochen, Auszeichnungen, Anmerkungen) | Höchstplatzierung, Gesamtwochen, AuszeichnungChartplatzierungen (Jahr, Titel, , Platzierungen, Wochen, Auszeichnungen, Anmerkungen) | Höchstplatzierung, Gesamtwochen, AuszeichnungChartplatzierungen (Jahr, Titel, , Platzierungen, Wochen, Auszeichnungen, Anmerkungen) | Höchstplatzierung, Gesamtwochen, AuszeichnungChartplatzierungen (Jahr, Titel, , Platzierungen, Wochen, Auszeichnungen, Anmerkungen) | Höchstplatzierung, Gesamtwochen, AuszeichnungChartplatzierungen (Jahr, Titel, , Platzierungen, Wochen, Auszeichnungen, Anmerkungen) | Anmerkungen                                               |
| Jahr | Titel       | DE | AT | CH | UK | US | Anmerkungen                                               |
| ---- | ----------- | --- | --- | --- | --- | --- | --------------------------------------------------------- |
| 1990 | Vogue       | DE4 (23 Wo.)DE | AT7 (14 Wo.)AT | CH2 (19 Wo.)CH | UK1 Gold · (14 Wo.)UK | US1 ×3Dreifachplatin · (24 Wo.)US                                                                                                   | Erstveröffentlichung: 20. März 1990 Verkäufe: + 4.263.000 |
| 1990 | Hanky Panky | DE21 (15 Wo.)DE | AT20 (5 Wo.)AT | CH15 (6 Wo.)CH | UK2 Silber · (9 Wo.)UK | US10 Gold · (11 Wo.)US | Erstveröffentlichung: 12. Juni 1990 Verkäufe: + 735.000   |

### Auszeichnungen für Musikverkäufe
| Land/Region                  | Auszeichnungen für Musikverkäufe (Land/Region, Auszeichnung, Verkäufe) | Verkäufe  |
| ---------------------------- | ---------------------------------------------------------------------- | --------- |
| Australien (ARIA)            | Platin                                                                 | 70.000    |
| Brasilien (PMB)              | Gold                                                                   | 100.000   |
| Deutschland (BVMI)           | Gold                                                                   | 250.000   |
| Finnland (IFPI)              | Gold                                                                   | 37.039    |
| Frankreich (SNEP)            | 2× Gold                                                                | 200.000   |
| Japan (RIAJ)                 | Platin                                                                 | 200.000   |
| Kanada (MC)                  | 2× Platin                                                              | 200.000   |
| Österreich (IFPI)            | Gold                                                                   | 25.000    |
| Schweiz (IFPI)               | Gold                                                                   | 25.000    |
| Spanien (Promusicae)         | 2× Platin                                                              | 200.000   |
| Vereinigte Staaten (RIAA)    | 2× Platin                                                              | 2.000.000 |
| Vereinigtes Königreich (BPI) | Platin                                                                 | 300.000   |
| Insgesamt                    | 7× Gold · 9× Platin ·                                                  | 3.617.039 |

Hauptartikel: Madonna (Künstlerin)/Auszeichnungen für Musikverkäufe